# Chenghai Zhen
Chenghai Zhen (kinesiska: 程海, 程海镇) är en köping i Kina. Den ligger i provinsen Yunnan, i den sydvästra delen av landet, omkring 250 kilometer nordväst om provinshuvudstaden Kunming. Antalet invånare är 39 766. Befolkningen består av 19 702 kvinnor och 20 064 män. Barn under 15 år utgör 18,0 %, vuxna 15-64 år 72 %, och äldre över 65 år 9,0 %. Chenghai Zhen ligger vid sjön Cheng Hai.
Genomsnittlig årsnederbörd är 1 014 millimeter. Den regnigaste månaden är juli, med i genomsnitt 310 mm nederbörd, och den torraste är mars, med 2 mm nederbörd.